# Фрідріх IV (герцог Саксен-Гота-Альтенбурзький)
Фрідріх IV (нім. Friedrich IV.), (нар. 28 листопада 1774 — пом. 11 лютого 1825) — герцог Саксен-Гота-Альтенбурзький у 1822—1825 роках. Молодший брат попереднього герцога Августа. Син правителя Саксен-Гота-Альтенбургу Ернста II та принцеси Саксен-Майнінгенської Шарлотти.
Призначений для військової служби, у 1793 році отримав важке поранення, внаслідок чого, решту життя провів переважно на морських курортах. 1814 року єдиним із династії навернувся у католицтво. Будучи, здебільшого, відсутнім у країні під час свого правління, передав державні справи у відання таємного радника Бернхарда Августа фон Лінденау. Колекціонер.

## Біографія
Народився 28 листопада 1774 року у Готі. Був третім сином у родині герцога Саксен-Гота-Альтенбургу Ернста II та його дружини Шарлотти Саксен-Майнінгенської. Мав старших братів Ернста й Августа, молодший брат Людвіг прожив лише кілька днів.
Отримав чудове виховання від свого батька. За характером дуже відрізнявся від старшого брата: був скромним, ввічливим, м'яким і привітним. У 1788—1790 роках принци отримували освіту у Женеві. По поверненні Фрідріх навчався конституційному праву, філософії та історії.
Призначений для військової служби, 1792 року приєднався до піхотного полку графа фон Калькштейна в Магдебурзі у чині капітана, а у 1793 році вирушив до Нідерландів, аби очолити власний полк. Брав участь у кампаніях проти революційної Франції. Виявив велику мужність та відвагу, але голландські війська всюди були відтіснені французами. 13 вересня 1793 року був тяжко поранений перекинутим пороховим візком. У 1785 році став полковником голландського війська, але того ж року від'їхав до Карлсбаду для укріплення здоров'я.

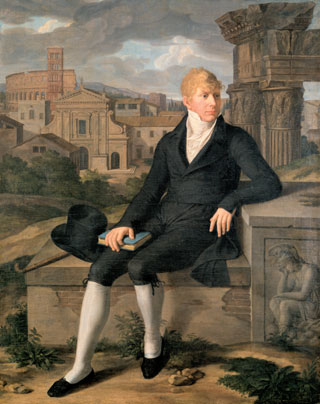
Портрет Фрідріха у Римі пензля К. Г. Шіка, 1806

У 1797 році супроводжував брата Августа до Людвігслюсту на його весілля з принцесою Луїзою Шарлоттою. Сам Фрідріх так і не одружився, оскільки йому не був наданий відповідний апанаж.
У 1803 році у принца почалася нервова хвороба, яка у 1804 році змусила його відвідати лазні Спа. Того ж року помер його батько, і Август став правлячим герцогом. У серпні та вересні 1804 року Фрідріх залишався у Парижі, потім вирушив до Монпельє, Марселя, Ніцци, Генуї, Турину та селища Гайс у кантоні Аппенцелль, де безуспішно проходив сироваткове лікування і, за його словами, провів найсумніший час у житті.
Зиму 1805 року мешкав у Флоренції, Римі та Неаполі. Цікавився Єгиптом та Сходом, полюбляв співи, колекціонував витвори мистецтва та предмети старовини. Його численні італійські колекції згодом стали частиною експозицій палацу Фріденштайн у Готі. Проживши у Римі два роки, у 1806 повернувся до Готи після смерті дядька Августа, від якого отримав значний спадок. Оскільки його здоров'я в Римі покращало, принц у 1807 році вирушив туди вдруге і у 1810 році повернувся до Готи майже повністю здоровим. Втім, хвороба скоро знов дала про себе знати, і в 1814 Фрідріх втретє вирушив до Риму. Того ж року він навернувся у католицтво, натхненний прикладом австрійської княгині Александри фон Дітріхштейн та її матері, російської графині Катерини Петрівни Шувалової. Неправильне лікування італійських лікарів посилило його хворобу; коли він повернувся до Готи 1820 року, говорити йому було дуже важко і, зрештою, він зміг спілкуватися лише жестами.

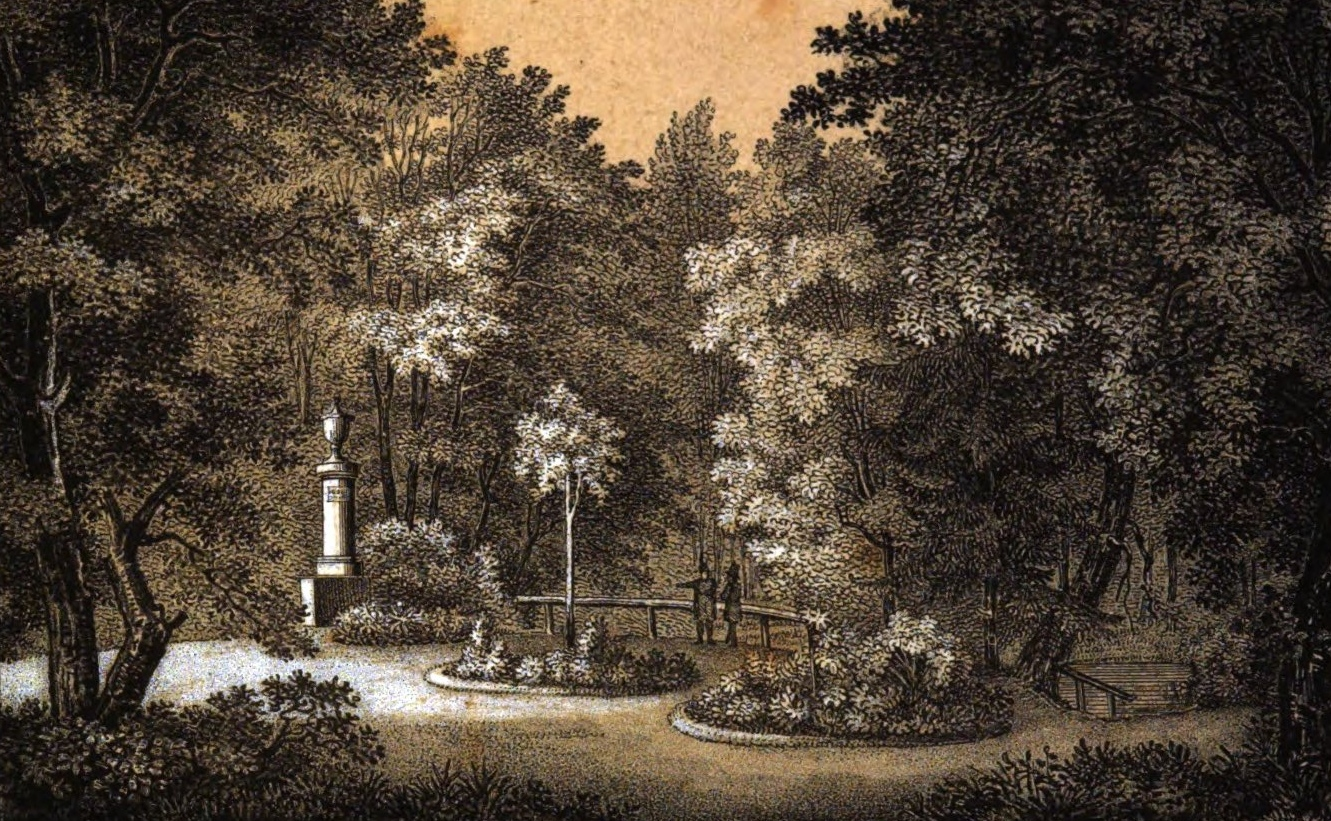
Колонна над підземною криптою принців, зображення 1840 року

Успадкував Саксен-Гота-Альтенбург 17 травня 1822 року після смерті Августа, який залишив єдину доньку. Оскільки герцог був католиком, усі релігійні питання мало вирішувати міністерство. Через стан здоров'я більшу частину часу Фрідріх був відсутнім у країні, передавши справи у відання таємного радника та міністра Бернхарда Августа фон Лінденау. Той навіть отримав прізвисько «герцог Бернхард» через популярність і повагу серед народу. Діяльність міністра змальовували розумною та безкорисливою. Двір, інститут пажів і лейб-гвардія були розпущені.
У своєму заповіті від 13 грудня 1824 року Фрідріх оголосив про фідеїкомісну пожертву наукових і мистецьких колекцій Фріденштейна.
Помер герцог 11 лютого 1825 у Готі. Був похований поруч із братами у підземній крипті без нагробку на парковому острові. Гранітна колона, яка раніше прикрашала склеп кілька десятиліть є втраченою, внаслідок чого точне місце поховання принців невідоме.
Оскільки Фрідріх не залишив нащадків, герцогство було поділене між Саксен-Гільдбурдгаузеном і Саксен-Заальфельдом, внаслідок чого виникли нові державні об'єднання: Саксен-Кобург-Готське герцогство і Саксен-Альтенбурзьке герцогство.